# ایمانول مورگا
ایمانول مورگا (اسپانیایی: Imanol Murga‎؛ زادهٔ ۱ ژانویهٔ ۱۹۵۸) دوچرخه‌سوار اهل اسپانیا است. وی در مسابقات تور دو فرانس شرکت کرده است.